# Градець (община Виниця)
Гра́дець (мак. Градец) — село у Північній Македонії, яке входить до общини Виниця, що в Східному регіоні країни.
Громада складається з — 1245 осіб (перепис 2002): 1215 македонців, 21 циган і 9 турків. Село розкинулося в передгірській місцевості (середні висоти — 555 метрів) у підніжжі гірського пасма Плачковиця.